# Lomanské duby
Lomanské duby jsou dva památné stromy u hospodářského dvora Lomany nedaleko Lomničky.
Lomanský dub I. je dub letní (Quercus robur) ležící 400 metrů severozápadně od dvora, při silnici III/2054 (Plasy – Dražeň), do níž zasahuje. Jeho stáří bylo odhadováno na 700 let, výška 28 m, průměr koruny 20 m, průměr kmene 260 cm a obvod 776 cm (měření 1998). Severní část kmene i koruny byla suchá a bez kůry. Podle pověsti cestou kolem dubu prošel i Jan Žižka se svým vojskem a proto je někdy nazýván Žižkův dub. Dne 12. června 2018 se dub vyvrátil a zřítil na přilehlé pole.
Lomanský dub II., také dub letní, se nachází na cestě Plasy – Lomnička (silnice III/2056), 200 metrů jihozápadně od dvora. Obvod boulovitého kmene je 754 cm, koruna o šířce 16 m dosahuje do výšky 22 m (měření 1998), ale v roce 2003 ve stáří asi 500 let dub uhynul. Zatím je ponechán a nebude kácen.
Duby jsou chráněny od roku 1978 pro svůj věk, vzrůst a první zmíněný i jako krajinná dominanta.

## Galerie

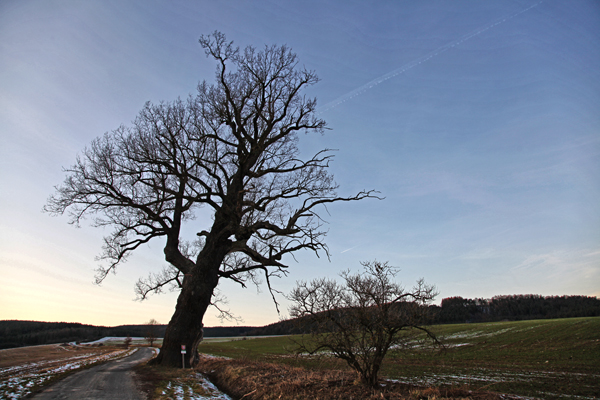
Lomanský dub I.
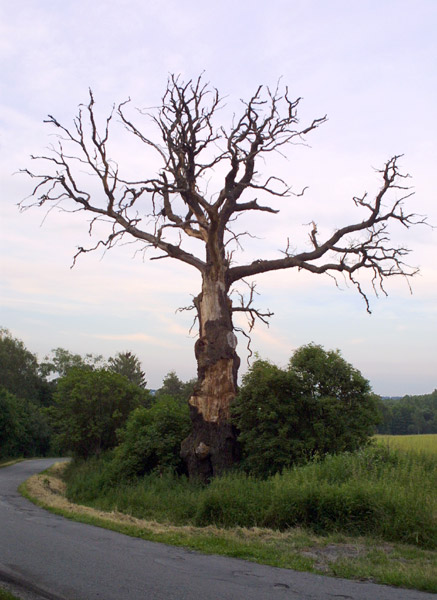
Lomanský dub II.